# 张起淮
张起淮（1955年—），籍贯不详，中华人民共和国律师。

## 生平
张起淮从小在军队大院长大。14岁实现了自幼的愿望，成为一名中国人民解放军空军战士。18岁加入中国共产党。27岁便成为当时中国人民解放军空军最年轻的航空兵“团参谋长”。他申请到空军指挥学院进修，1987年自该院指挥系毕业。自空军指挥学院进修毕业回部队后，张起淮奉命处理一起“飞机运输羊毛走私案”。在内蒙古大学的两位法学教授鼓励下，已是中校军衔的张起淮学习法律知识，并参加全国律师资格考试。备考期间，全军在张起淮所在基地进行战备训练，召开装备现场会，身为参谋长的张起淮一边频繁到37公里外的呼和浩特市参加全国律师资格考试培训，一边准备迎接装备现场会。装备现场会开得很成功，张起淮所在基地获三个“先进单位称号”。

1990年，张起淮在内蒙古自治区参加了全国律师资格考试，中华人民共和国司法部公布的分数线为320分，张起淮考了311分，随后接到内蒙古自治区司法厅通知：司法部发文，少数民族地区考生加10分录取，张起淮乃以321分取得律师资格证。

不久，张起淮调任中国人民解放军南京军区法律顾问处主任。任内经手大批案件，张起淮由此成为中华人民共和国首批军队律师。在南京军区服役数年，张起淮取得了军队律师资格证。1996年，张起淮由军委空军司令员点名调到北京任军委空军法律顾问处主任律师。此后张起淮赢得多起诉讼，在军队名声鹊起，当时他已是上校军衔。此后他多次出国，成为首位在剑桥大学做学术演讲的中华人民共和国律师；后又到瑞典斯德哥尔摩大学、美国宾夕法尼亚大学、澳大利亚悉尼大学等国外高校进行学术交流。张起淮曾率中国民航大学队参加迪拜国际航空法模拟法庭，获团体第三名、单项第一名。张起淮还代理多起涉外诉讼案件，成为中国国际经济贸易仲裁委员会首位来自中国人民解放军的国际仲裁员，以及英国皇家仲裁员协会御准仲裁员。

离开军队后，张起淮创立蓝鹏律师事务所并担任主任律师。同时兼任中国民航大学兼职教授，北京理工大学、中国民航管理干部学院、南华大学等院校客座法学教授，中国政法大学航空与空间法研究中心研究员，中国法学会会员，北京法学会航空法研究会创始人、常务副会长兼秘书长，中国仲裁法学研究会常务理事，中国犯罪学研究会常务理事，国际保护知识产权协会中国分会理事，国际商会中国国家委员会律师团律师，全国妇联法律帮助中心专家，北京市人大常委会立法咨询专家，中国航空法律服务中心首席专家等职务。

## 代理案件
张起淮律师出身空军，所以代理过大量航空业案件。例如“水污染空难索赔案”，“拒载断足少女登机案”，逾千起民航飞行员辞职案，俄罗斯艾迪兰航空公司图-154飞机案，中华人民共和国首例飞机走私案，敦煌少年坠机案，昆明攀机案，中华人民共和国首例“零赔付”、“低赔付”辞职案，嘉峪关拒载案、厦门航空拒载“黑名单”第一案，盘锦空难索赔案，伊春空难索赔案、MH370乘客家属索赔案等。
此外，张起淮代理过国内外、军内外的大量仲裁、诉讼案件，除民用航空法等领域，还涉及刑法、保险法、城市房地产管理法、婚姻法、合同法等领域。在婚姻家庭案件方面，张起淮代理过某上将离婚案，中华人民共和国首例婚内诈骗案，某核电企业高管离婚案等等，以及王宝强离婚案、苏享茂自杀案等案件。
在刑事案件方面，张起淮代理过厦门远华集团走私案，辽宁盘锦5亿元集资诈骗案，哈尔滨特大团伙贩毒案，以及李天一强奸案等案件。
在知识产权案件方面，张起淮代理过毛泽东著作权侵权案，“珊拉娜”商标侵权案，“小肥羊”商标纠纷案，《秘密专机上的领袖们》著作权侵权案，高敏著作权、名誉权侵权案，杨红缨名誉权侵权案，游江雄著作权侵权案，庄则栋著作权、姓名权侵权案，京剧《沙家浜》著作权侵权案，《乔家大院》等电视剧的著作权侵权案等知名案件。徐静蕾、赵薇 、王宝强等明星都曾请他担任代理律师。
在體育競賽方面，張起淮代理過孫楊8年禁賽上訴案。

## 著作
- 张起淮，士兵犯罪的预防对策，法学杂志2000(4):50-50
- 张起淮，海航拒载事件引发的思考和启示，中国民用航空2006(4):24-25
- 张起淮，试论仲裁机制中的调解制度，中国仲裁与司法论坛暨中国仲裁法学研究会年会，2006年
- 张起淮，论航空器污染地面及水体环境的民事法律责任，侵权责任法理论与实务研讨会，2011年
- 张起淮，机场建设费改名回避不了真问题，法人2012(5):12-12
- 张起淮，我国应对特大突发事件存在的不足及制度建设建议——马航事件引发的几点思考，行政管理改革2014(07):39-43
- 张起淮，MH370案若干民事诉讼问题研究，法学杂志2016,37(7):96-108